# Ryszard Grzebień
Ryszard Grzebień (ur. 1937) – polski działacz komunistyczny PZPR, Naczelnik Miasta Sanoka.

## Życiorys
W Sanoku ukończył szkołę podstawową i w 1956 Liceum Ogólnokształcące Męskie w Sanoku. Był pracownikiem PUPiK „Ruch”, a od 1962 zatrudniony w administracji powiatowej. Został członkiem PZPR. W 1965 był organizatorem Zarządu Gospodarki Terenami, od 1972 kierownik Wydziału Gospodarki Komunalnej, Przestrzennej, Ochrony Środowiska i Komunikacji Prezydium Miejskiej Rady Narodowej (MRN) w Sanoku. W 1973 został zastępcą naczelnika miasta Sanoka. W 1974 został członkiem komisji ds. odznaczeń w Sanoku. Od 1976 do 1978 pełnił funkcję dyrektora Wydziału Gospodarki Terenowej i Ochrony Środowiska w Urzędzie Wojewódzkim w Krośnie. W 1978 po raz drugi został zastępcą naczelnika miasta Sanoka, Wiesława Skałkowskiego, a po jego ustąpieniu 27 marca 1979 został naczelnikiem miasta Sanoka. W grudniu 1979 został członkiem egzekutywy Komitetu Miejskiego PZPR w Sanoku. Funkcję naczelnika Sanoka pełnił w latach 80., ostatnim dziesięcioleciu istnienia PRL. Był działaczem PZPR. 29 grudnia 1989 na wniosek Komitetu Obywatelskiego Miejska Rada Narodowa w Sanoku odwołała Ryszarda Grzebienia z funkcji naczelnika miasta.
Został wiceprzewodniczącym Komitetu Zjazdu wychowanków Gimnazjum i I Liceum w Sanoku w 100-lecie szkoły 1880–1980. Pełnił funkcję prezesa Towarzystwa Rozwoju i Upiększania Miasta Sanoka w latach 1981-1987 (wybrany ponownie w styczniu 1983), w czerwcu 1987 wybrany członkiem zarządu. Został członkiem prezydium powołanej podczas stanu wojennego 16 września 1982 Tymczasowej Miejskiej Rady Patriotycznego Ruchu Odrodzenia Narodowego (PRON). Z inicjatywy R. Grzebienia w 1982, ulicy na Białej Górze w Sanoku nadano imię 26 Pułku Piechoty. 19 września 1987 został zastępcą przewodniczącego Komitetu Społecznego ORMO w Sanoku.
Według informacji upublicznionych w 1992 przez Komitet Obywatelski w Sanoku Ryszard Grzebień miał po wprowadzeniu stanu wojennego w Polsce uczestniczyć w dniu 13 lutego 1982 w posiedzeniu zespołu ds. oceny kadry pedagogicznej szkól i placówek oświatowo-wychowawczych w Sanoku, powołanego celem weryfikacji nauczycieli w tym mieście.
Bezskutecznie ubiegał się o mandat radnego Rady powiatu sanockiego w wyborach samorządowych 2002 startując z listy Koalicyjny Komitet Wyborczy SLD – Unia Pracy oraz w wyborach samorządowych 2006 startując z listy Towarzystwa Przyjaciół Sanoka i Ziemi Sanockiej.
Został prezesem Stowarzyszenia Ogrodów Działkowych Region Bieszczadzki w Krośnie. W 2014 minister obrony narodowej awansował go do stopnia młodszego chorążego.

## Odznaczenia
- Medal 40-lecia Polski Ludowej (1985)[24]
- Złoty Medal „Za zasługi dla obronności kraju” (1988)[25]
- Krzyż „Za Zasługi dla ZHP” (1989)[26]
- Złota „odznaka za pracę społeczną dla miasta Krakowa” (1977)[27]
- Złoty medal „Za zasługi dla ziemi krakowskiej” (1978)[28][29]
- Złoty Medal „Opiekun Miejsc Pamięci Narodowej” (1981, przyznany przez ROPWiM)[30]
- Odznaka „Za zasługi w zwalczaniu powodzi” (1981)[31]
- Srebrna Odznaka „Za Zasługi dla Obrony Cywilnej” (1986)[32]